# Ostrygojad zmienny
Ostrygojad zmienny (Haematopus unicolor) – gatunek średniej wielkości ptaka z rodziny ostrygojadów (Haematopodidae). Jeden z trzech endemicznych dla Nowej Zelandii gatunków w tej rodzinie. Występuje wzdłuż wybrzeży Wyspy Północnej i Wyspy Południowej oraz na Wyspie Stewart. Nie jest zagrożony wyginięciem. W drugiej dekadzie XXI wieku mógł to być drugi najrzadszy gatunek ostrygojada (najrzadszym jest ostrygojad krótkodzioby, H. chathamensis), jednak jego populacja wówczas od ponad dwóch dekad stawała się coraz liczniejsza.

## Taksonomia
Po raz pierwszy gatunek opisał Johann Reinhold Forster; opis ukazał się drukiem w 1844, wiele lat po śmierci autora. Holotyp pochodził z Dusky Sound. Forster nadał nowemu gatunkowi nazwę Hematopus unicolor. Obecnie (2021) Międzynarodowy Komitet Ornitologiczny podtrzymuje tę nazwę. Uznaje ostrygojada zmiennego za gatunek monotypowy, podobnie jak wiele innych autorytetów.
Epitet gatunkowy unicolor oznacza z łaciny dosłownie „jednobarwny”. Pierwszy znany okaz rzeczywiście był cały czarny, jednak to określenie jest mylące. U ostrygojadów zmiennych występuje polimorfizm – trzy podstawowe odmiany barwne to „srokata” (ang. pied), pośrednia/„smugowana” (ang. intermediate/smudged) i czarna. Pierwotnie były opisywane jako odmienne gatunki, przy czym ptaki odmiany czarnej były albo umieszczane w osobnym gatunku, albo łączone razem z ptakami odmiany pośredniej. Osobniki poszczególnych odmian łączą się w pary i z powodzeniem rozmnażają, a same zmiany w upierzeniu mają charakter klinowy. Utrudniało to ujednolicenie ich systematyki, podobnie jak występowanie w części Nowej Zelandii innego czarno-białego gatunku – ostrygojada nowozelandzkiego (H. finschi), który zamieszkuje Wyspę Południową.
Ostrygojad nowozelandzki (H. finschi) bywał natomiast uznawany za odmianę srokatą ostrygojada zmiennego. Dawniej ostrygojady zmienne bywały łączone w jeden gatunek z ostrygojadami krótkodziobymi (H. chathamensis), a czasami i zwyczajnymi (H. ostralegus) czy ostrygojadami australijskimi (H. fuligunosus). Przykładowo Gregory Macalister Mathews w 1921 w A manual of the birds of Australia wymienił ostrygojada zmiennego pod nazwą Black Oystercatcher (współczesna i prawidłowa anglojęzyczna nazwa to Variable Oystercatcher) i wyróżnił 4 podgatunki, z czego jednym był ostrygojad zmienny, a pozostałe 3 stanowiły: ostrygojad australijski, jego podgatunek (H. f. opthalmicus, ostrygojad okularowy) i nieuznawany takson „Haematopus unicolor bernieri”.

### Genetyka i ewolucja
Kariotyp ostrygojada zmiennego ustalono na podstawie badania żeńskich komórek zarodkowych pochodzących z kultury komórkowej. Najprawdopodobniej 2n=72 (35 par autosomów i chromosomy płci).
Wyniki badań genetycznych opublikowane w 2007 potwierdziły odrębność gatunkową zarówno ostrygojada krótkodziobego, jak i ostrygojada nowozelandzkiego. Obejmowały dość krótkie sekwencje z czterech regionów mtDNA, były to jednak wstępne badania. Łączna długość sekwencji wynosiła 1733 nukleotydy, przy czym między ostrygojadem zmiennym i nowozelandzkim nie było żadnych różnic, między zmiennym a krótkodziobym – różnice w 9 nukleotydach, a między zmiennym i zwyczajnym – w 12 miejscach. Ostrygojady zmienne i nowozelandzkie to gatunki siostrzane, które rozdzieliły się stosunkowo niedawno. Wyniki różnych badań filogenetycznych wskazują na około 0,146 mln, 0,284 mln lat temu. Według Banksa i Patersona (2007) te dwa gatunki zaczęły rozdzielać się między 30 a 15 tysięcy lat temu, kiedy na nizinie Canterbury zaczęły powstawać przeplatające się koryta rzeczne. Innym wyjaśnieniem widocznego w badaniach DNA bliskiego pokrewieństwa jest niedawna hybrydyzacja. Wykazanie tego wymagało jednak zsekwencjonowania i zbadania całych genomów. Mimo że zazwyczaj występuje izolacja rozrodcza, to odnotowano kilka przypadków wydawania potomstwa zdolnego do rozrodu przez pary mieszane ostrygojadów zmiennych i nowozelandzkich.
Barth et al. (2013) w swoim badaniu dotyczącym zagrożonej sieweczki nowozelandzkiej (Charadrius obscurus) jako grupę zewnętrzną wybrali trzy ostrygojady: zmiennego, nowozelandzkiego i brunatnego (H. palliatus). Wyniki potwierdzają, że H. unicolor i H. finschi to gatunki siostrzane. Jetz et al. (2012) uwzględnili 8 taksonów, przy czym w rodzinie jest 11 gatunków; wzajemne relacje między nimi przedstawia poniższy kladogram:
|  | \| \| H. palliatus \| \| \| \| \| \| H. bachmani \| \| \| \| |
|  |                                                              |
|  | H. ater                                                      |
|  |                                                              |
|  | H. palliatus                                                 |
|  |                                                              |
|  | H. bachmani                                                  |
|  |                                                              |

|  | H. palliatus |
|  |              |
|  | H. bachmani  |
|  |              |

|  | \| \| H. palliatus \| \| \| \| \| \| H. bachmani \| \| \| \| |
|  |                                                              |
|  | H. ater                                                      |
|  |                                                              |
|  | H. palliatus                                                 |
|  |                                                              |
|  | H. bachmani                                                  |
|  |                                                              |

|  | H. palliatus |
|  |              |
|  | H. bachmani  |
|  |              |

|  | \| \| H. unicolor \| \| \| \| \| \| H. finschi \| \| \| \| |
|  |                                                            |
|  | H. chathamensis                                            |
|  |                                                            |
|  | H. unicolor                                                |
|  |                                                            |
|  | H. finschi                                                 |
|  |                                                            |

|  | H. unicolor |
|  |             |
|  | H. finschi  |
|  |             |

|  | \| \| H. unicolor \| \| \| \| \| \| H. finschi \| \| \| \| |
|  |                                                            |
|  | H. chathamensis                                            |
|  |                                                            |
|  | H. unicolor                                                |
|  |                                                            |
|  | H. finschi                                                 |
|  |                                                            |

|  | H. unicolor |
|  |             |
|  | H. finschi  |
|  |             |

|  | \| \| H. palliatus \| \| \| \| \| \| H. bachmani \| \| \| \| |
|  |                                                              |
|  | H. ater                                                      |
|  |                                                              |
|  | H. palliatus                                                 |
|  |                                                              |
|  | H. bachmani                                                  |
|  |                                                              |

|  | H. palliatus |
|  |              |
|  | H. bachmani  |
|  |              |

|  | \| \| H. palliatus \| \| \| \| \| \| H. bachmani \| \| \| \| |
|  |                                                              |
|  | H. ater                                                      |
|  |                                                              |
|  | H. palliatus                                                 |
|  |                                                              |
|  | H. bachmani                                                  |
|  |                                                              |

|  | H. palliatus |
|  |              |
|  | H. bachmani  |
|  |              |

|  | \| \| H. unicolor \| \| \| \| \| \| H. finschi \| \| \| \| |
|  |                                                            |
|  | H. chathamensis                                            |
|  |                                                            |
|  | H. unicolor                                                |
|  |                                                            |
|  | H. finschi                                                 |
|  |                                                            |

|  | H. unicolor |
|  |             |
|  | H. finschi  |
|  |             |

|  | \| \| H. unicolor \| \| \| \| \| \| H. finschi \| \| \| \| |
|  |                                                            |
|  | H. chathamensis                                            |
|  |                                                            |
|  | H. unicolor                                                |
|  |                                                            |
|  | H. finschi                                                 |
|  |                                                            |

|  | H. unicolor |
|  |             |
|  | H. finschi  |
|  |             |

## Morfologia
Długość ciała wynosi 47–49 cm. Ostrygojady zmienne są największymi przedstawicielami rodziny w regionie Nowej Zelandii. Mają całkowicie czarne lub czarno-białe upierzenie, długi pomarańczowy dziób oraz krótkie, mocno zbudowane, różowawe nogi. Są nieco większe i bardziej krępe od ostrygojadów nowozelandzkich oraz mają krótszy i głębiej osadzony niż u nich dziób. W upierzeniu dymorfizm płciowy nie występuje, jedynie w rozmiarach ciała. Samice są nieco większe od samców i mają zdecydowanie dłuższe dzioby. Wymiary szczegółowe (w milimetrach) oraz masę ciała (w gramach) przedstawiono w poniższej tabeli:
| Odmiana        | Płeć   | n  | Dł. skrzydła | Dł. dzioba  | Dł. ogona | Dł. skoku | Masa ciała                      | Źródło |
| -------------- | ------ | -- | ------------ | ----------- | --------- | --------- | ------------------------------- | ------ |
| czarna         | samce  | 69 | 270,1        | 78,8        | 104,1     | 58,3      | 678                             | [ 21 ] |
| czarna         | samice | 75 | 274,7        | 88,5        | 105,8     | 59,5      | 724                             | [ 21 ] |
| cechy mieszane | samce  | 21 | 267,3        | 83,6        | 102,4     | 58,4      | 717                             | [ 21 ] |
| cechy mieszane | samice | 19 | 270,5        | 94,1        | 104,4     | 60,0      | 750                             | [ 21 ] |
| srokata        | samce  | 18 | 271,2        | 84,4        | 104,8     | 60,2      | 710                             | [ 21 ] |
| srokata        | samice | 17 | 277,0        | 95,3        | 105,9     | 61,8      | 779                             | [ 21 ] |
| —              | samce  | 50 |              | 84,4 ± 0,77 |           |           |                                 | [ 22 ] |
| —              | samice | 60 |              | 95,2 ± 0,72 |           |           |                                 | [ 22 ] |
| —              | samce  | 11 |              |             |           |           | 682 (z zakresu 595–771; SD: 57) | [ 5 ]  |
| —              | samice | 12 |              |             |           |           | 662 (z zakresu 430–770; SD: 87) | [ 5 ]  |

(Przy niewłaściwej metodologii, na przykład zbadaniu kilkunastu okazów muzealnych podpisanych jako samce i kilkunastu spreparowanych samic (bez pewności, jaką metodą płeć została ustalona), można uzyskać wyniki niewskazujące na dymorfizm płciowy, jaki rzeczywiście zachodzi. Samice są nieco większe od samców i cięższe, a osobniki dorosłe są nieco większe i cięższe od młodocianych. Przykładem może być ostatni wiersz w powyższej tabeli. Prezentuje więcej danych na temat wyniku pomiaru, niż zaprezentował Baker. Pomiary dokonane i interpretowane przez Bakera wyraźnie jednak wskazują na dymorfizm płciowy (samice większe i cięższe), zbadano znacznie więcej osobników, a ich płeć ustalono poprzez sekcję lub, u żywych osobników, badanie kloaki lub obserwację toków i kopulacji danego osobnika).
U przedstawicieli odmiany czarnej upierzenie jest całkowicie czarne i błyszczące, wraz ze zużywaniem się piór staje się bardziej matowe, brązowawe. Dziób jest jaskrawo pomarańczowy, u niektórych osobników jaśniejszy, żółtawy na końcu. Tęczówka szkarłatna. Naga skóra wokół oka jaskrawopomarańczowa. Nogi i stopy w kolorze koralowego różu.
Ostrygojady zmienne odmiany srokatej mają czarną i połyskującą głowę, szyję, pierś i większość wierzchnich partii cała. W locie dostrzec można, że wierzch skrzydła mają czarny, ale z paskiem skrzydłowym o równej szerokości ciągnącym się przez nasady lotek II rzędu, końcówki pokryw skrzydłowych większych II rzędu oraz trzech najbardziej wewnętrznych lotek II rzędu. Tam biały pasek dociera do tylnej krawędzi skrzydła. Ponadto u srokatych osobników biel występuje jeszcze na pokrywach nadogonowych, które zdobi biała plama o kształcie czworoboku. Jego granice są ostro zarysowane, jednak widać smugi w miejscu stykania się z czernią grzbietu.
Wyrazistość podziału na czerń i biel w okolicy piersi jest zróżnicowana. Zwykle na dość szerokim obszarze występują czarne smugi. Może się jednak zdarzyć, że linia podziału jest ostra, chociaż zawsze jakieś czarne smugi występują po bokach piersi – może je jednak zakryć zgięcie skrzydła. Zazwyczaj brak białej „wstawki” (ang. shoulder tab), która występuje u części ostrygojadów z przodu złożonego skrzydła (jest „rozszerzeniem” białego spodu ciała w kierunku grzbietu). Część ostrygojadów zmiennych ma taką „wstawkę”, jednak jest niewielka, zawsze upstrzona czarnymi piórami i często zasłania ją zgięcie skrzydła. Pozostała część spodu ciała jest biała, wyróżnia się jedynie kępka czarniawych piór z tyłu kości piszczelowo-stępowej (tibiotarsus). Spód skrzydła błyszczący, szaro-czarny z szerokim białym pasem biegnącym przez środek. Części nieopierzone są takie same jak u przedstawicieli odmiany czarnej.
Osobniki należące do trzeciej odmiany, o „pośrednich” cechach, prezentują różne fenotypy, które razem pokazują stopniowe przechodzenie formy czarnej w srokatą. Zazwyczaj mają w upierzeniu więcej czerni niż srokate ostrygojady, nieco bieli dookoła kloaki i na skrzydle oraz trochę czerni na brzuchu, pokrywach nadogonowych i podskrzydłowych. Ta ostatnia zmiana wiąże się ze skróceniem paska skrzydłowego. Osobniki, które najbardziej przypominają osobniki srokate, na spodzie ciała mają liczne czarne plamy i smugi, a te najbardziej zbliżone do odmiany czarnej – nieregularne białe pasy na czarnym brzuchu, zazwyczaj też nieco białych piór przy kloace. Części nieopierzone są takie same jak u przedstawicieli odmiany czarnej.

Odmiany barwne ostrygojadów zmiennych
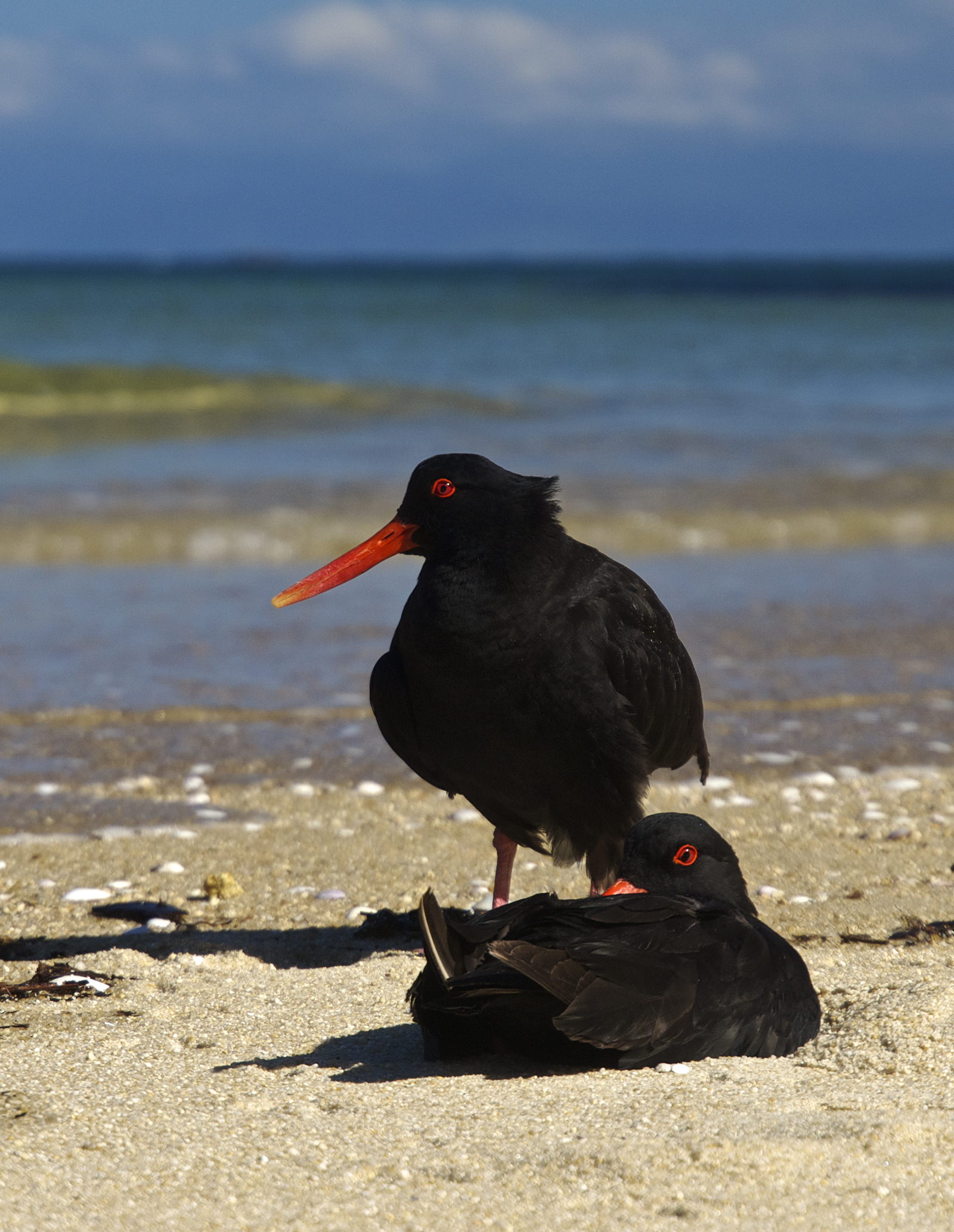
Para przedstawicieli odmiany czarnej
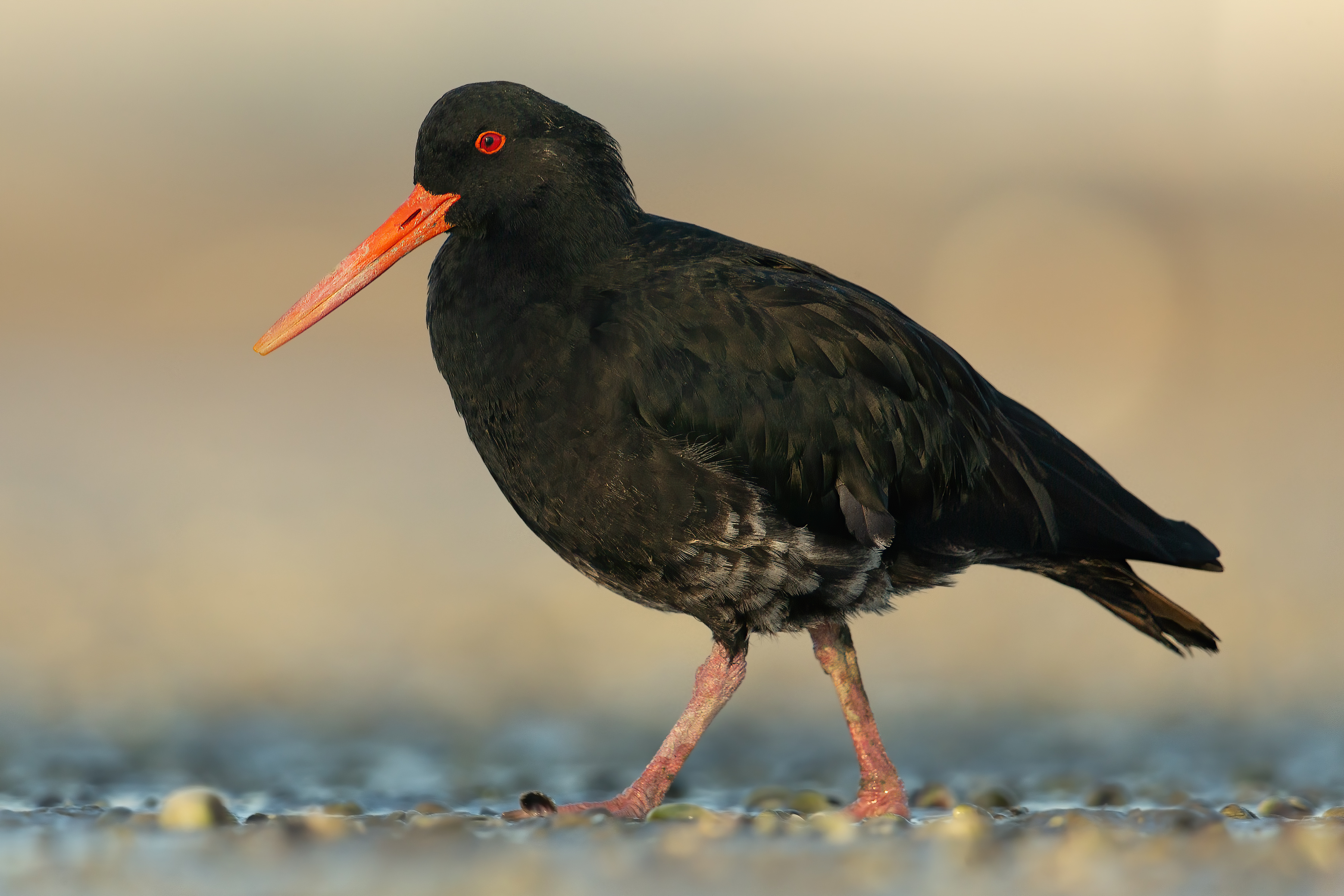
Osobnik z niewielką domieszką bieli
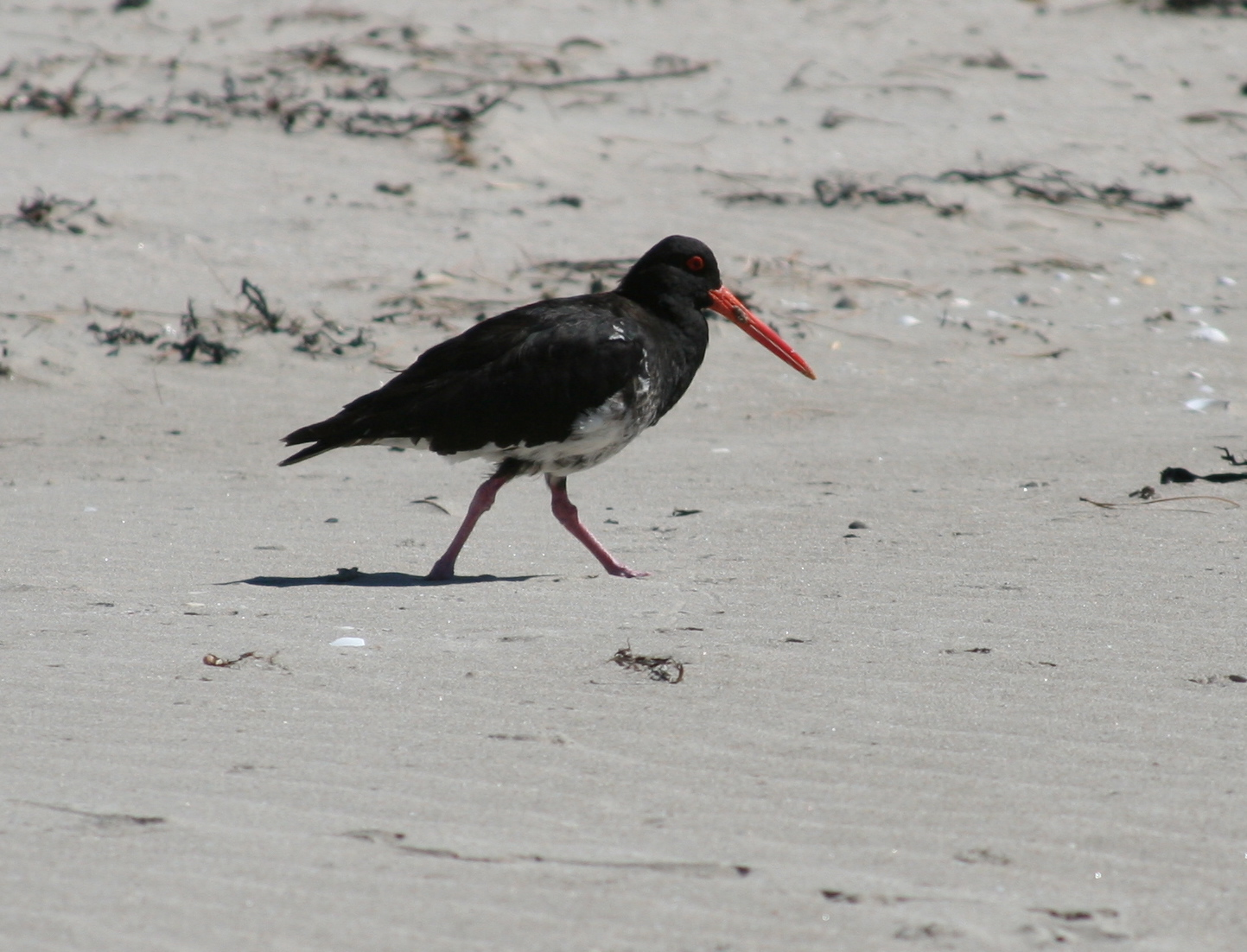
Osobnik o cechach pośrednich
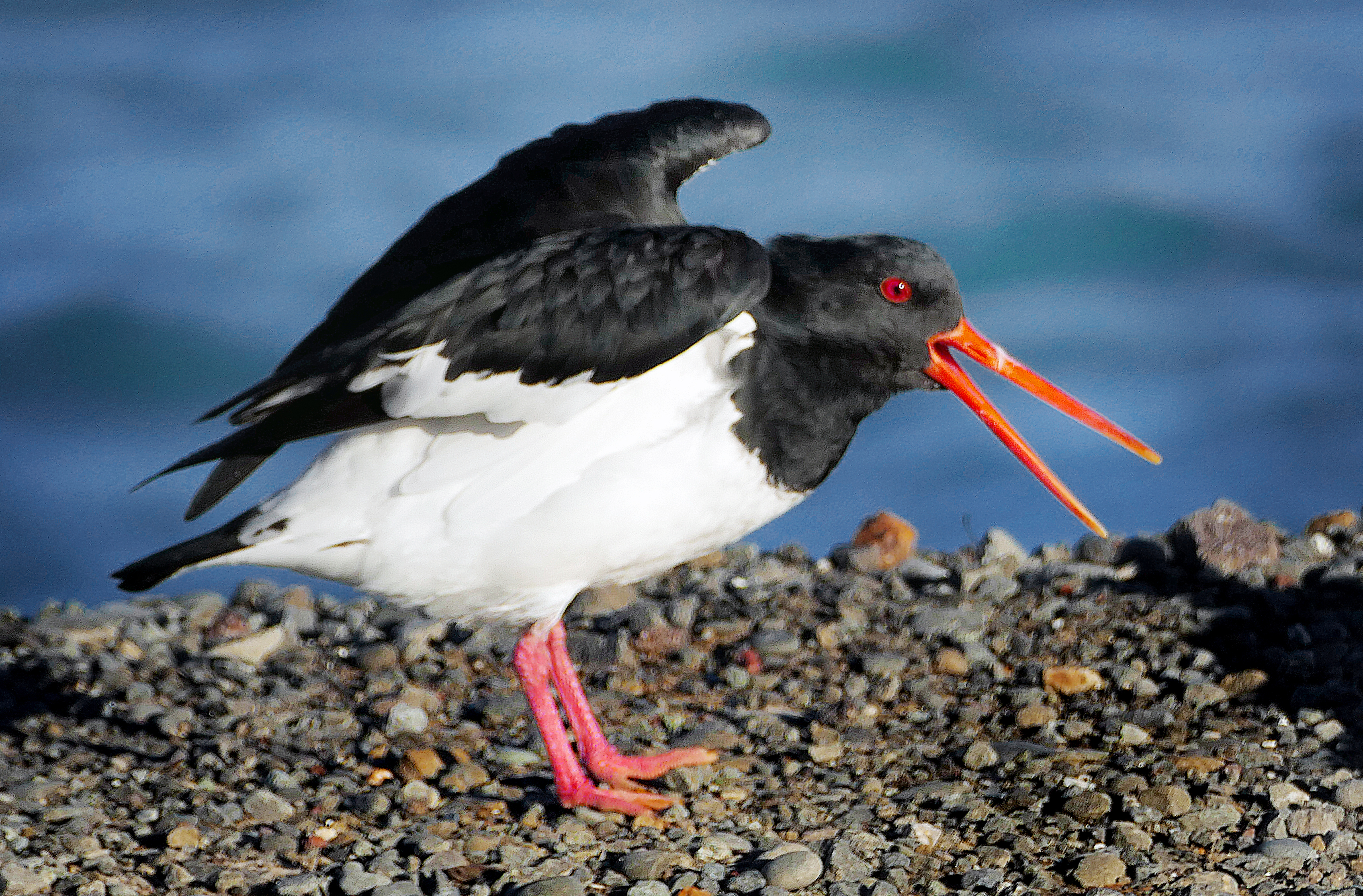
Odmiana srokata (ang. pied)
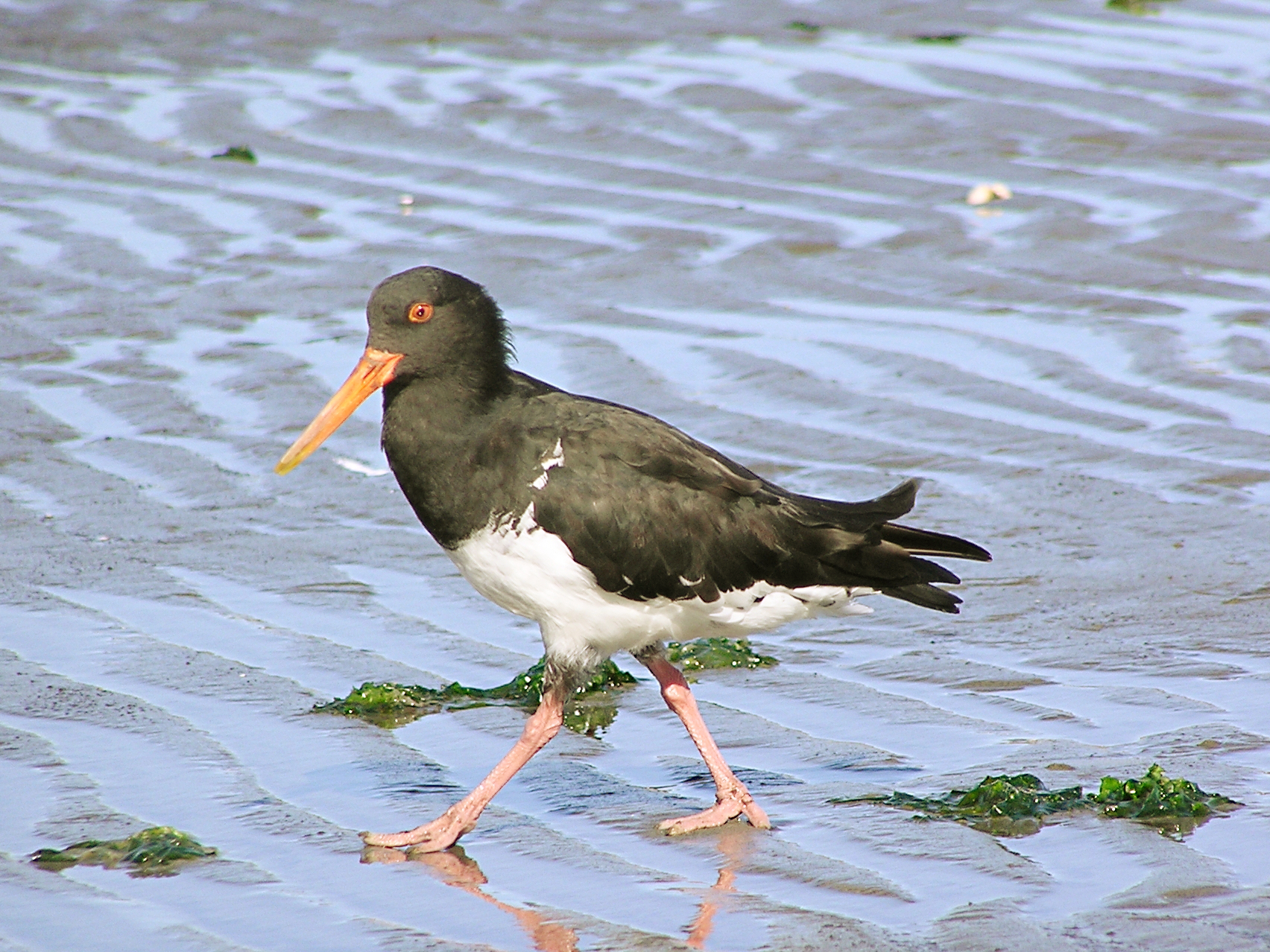
Odmiana srokata

Już u ledwie wyklutych piskląt można ustalić odmianę barwną, którą reprezentują. W populacji, której liczebność oszacowano przed połową lat 90. XX wieku, około 70% osobników miało należeć do odmiany czarnej, 20% – do srokatej, a 10% – do tej o cechach pośrednich. Zmienność upierzenia ostrygojadów zmiennych ma charakter klinowy, stąd wraz z szerokością geograficzną zmienia się rozkład fenotypów. Baker (1973) prześledził te zmiany w ramach serii wieloaspektowych badań poświęconych nowozelandzkim ostrygojadom. Proporcje fenotypów przedstawia poniższa tabela:
| Szerokość geograficzna | Odmiana barwna | Odmiana barwna | Odmiana barwna | Odmiana barwna | Odmiana barwna | Odmiana barwna |
| Szerokość geograficzna | czarna         | czarna         | pośrednia      | pośrednia      | srokata        | srokata        |
| Szerokość geograficzna | n              | %              | n              | %              | n              | %              |
| ---------------------- | -------------- | -------------- | -------------- | -------------- | -------------- | -------------- |
| 34–39°S                | 413            | 42,89          | 330            | 34,27          | 220            | 22,84          |
| 39–44°S                | 364            | 84,85          | 37             | 8,63           | 28             | 6,52           |
| 44–48°S                | 494            | 93,92          | 6              | 1,14           | 26             | 4,94           |

## Zasięg występowania

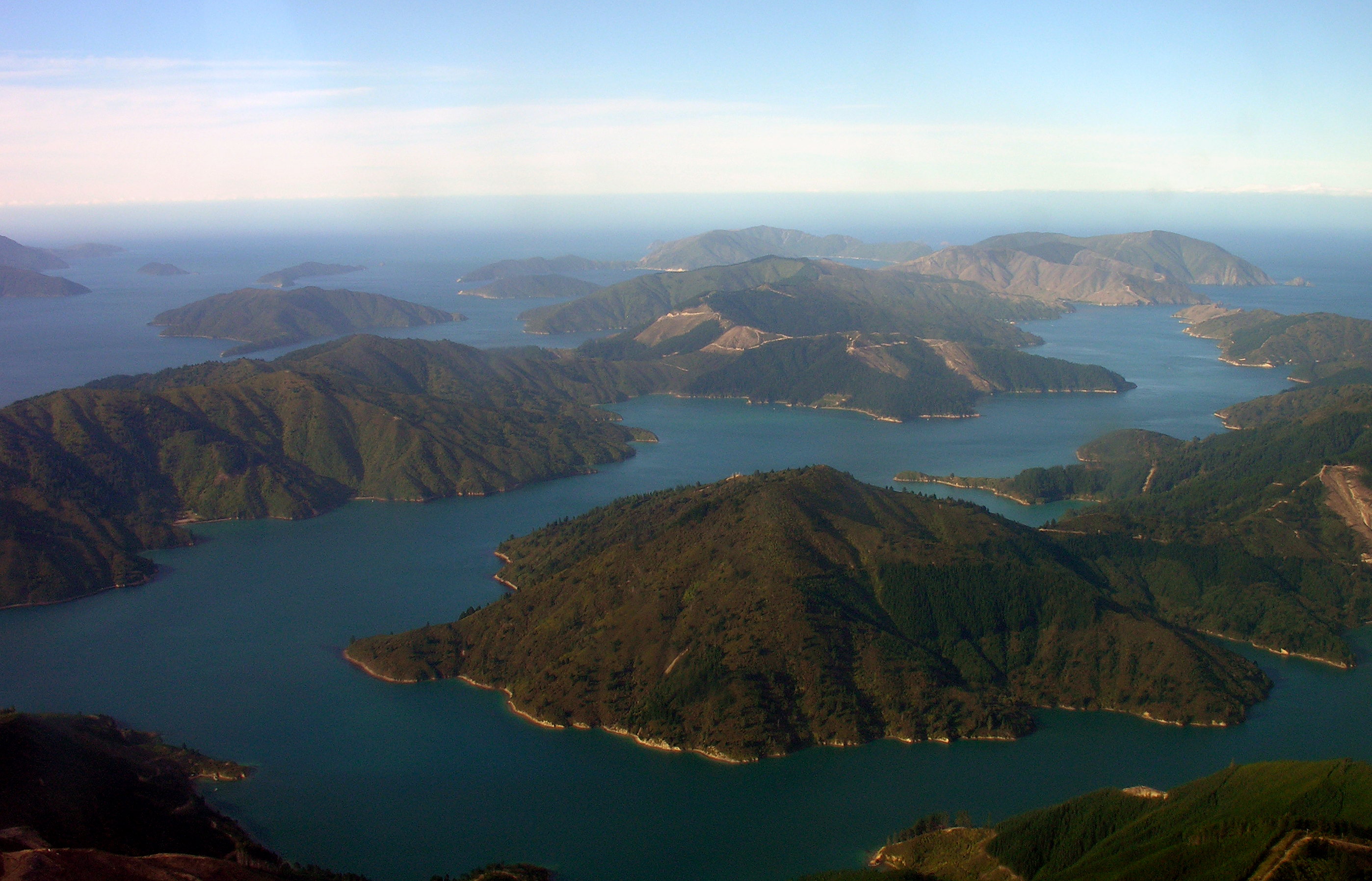
Marlborough Sounds to jedno z ważniejszych miejsc występowania ostrygojadów zmiennych na Wyspie Południowej; leży na północy tej wyspy

Ostrygojady zmienne występują na Wyspie Północnej, Południowej i Wyspie Stewart oraz licznych przybrzeżnych wysepkach. Według danych z 2007, występują wzdłuż około 80% linii brzegowej Nowej Zelandii. Obszar gniazdowania w większości pokrywa się z obszarem zimowania. Poza sezonem lęgowym część populacji przemieszcza się na skalę lokalną bliżej estuariów.
W drugiej połowie lat 90. XX wieku niecałe ⅔ populacji ostrygojada zmiennego było skupione na Wyspie Północnej. Na Wyspie Północnej szczególnie gęsto zamieszkane były wówczas dwa odcinki wybrzeża: między Northland i Auckland oraz między półwyspem Coromandel a Zatoką Obfitości. Na Wyspie Południowej najgęściej zamieszkałe były okolice Fiordland (mniej więcej pokrywający się z Fiordland National Park) i Nelson. W 2010 szczególnie licznie ostrygojady zmienne występowały w regionach: Wyspa Północna – północno-wschodnie wybrzeże od North Cape po przylądek Māhia oraz okolice Wellington; Wyspa Południowa – Zatoka Tasmana, Golden Bay, Marlborough Sounds i Fiordland.

## Pożywienie
Pożywieniem ostrygojadów zmiennych są mięczaki (głównie małże), skorupiaki – równonogi (Isopoda), obunogi (Amphipoda) i kraby (Brachyura) – i morskie bezkręgowce potocznie nazywane „robakami morskimi”. Czasami zjadają też niewielkie ryby i osłonice, o tych drugich wiadomo jedynie z przygodnej obserwacji. Według Bakera schematy zachowań ostrygojadów nowozelandzkich czynią je lepiej przystosowanymi do żerowania na małżach zamieszkujących ujścia rzek, natomiast te obecne u ostrygojadów zmiennych lepiej przystosowują je do zbierania ze skalistych wybrzeży chitonów oraz ślimaków morskich nazywanych potocznie czareczkami.
W 2010 zaobserwowano ostrygojady zmienne dziobiące lekko już wysuszone ciała meduz krążkopławów z rodzaju Cyanea i zjadające kawałki wielkości około 1 cm². Kilka dni później w innym miejscu obserwowano ostrygojady nowozelandzkie, które również żerowały na meduzach Cyanea, albo wyrzuconych na piasek, albo uwięzionych w płytkiej wodzie. Niektóre trzymały czułki, musiały więc zostać poparzone, jednak nie wiadomo, czy je zjadły. Były to pierwsze obserwacje żerowania na meduzach dla obydwu tych gatunków ostrygojadów, a podobne przypadki rzadko odnotowywano u jakichkolwiek ostrygojadów. Poparzenia powodowane przez meduzy Cyanea nie są śmiertelne.

## Ekologia i zachowanie

### Preferencje środowiskowe
Ostrygojady zmienne zamieszkują niemal wyłącznie wybrzeża Nowej Zelandii. Rzadko pojawiają się doniesienia o gniazdowaniu do 30 km w głąb lądu, na brzegach jezior lub rzek. Gniazdują zarówno na piaszczystych, jak i na skalistych wybrzeżach, szczególnie chętnie w okolicach ujścia rzek. Żerują również w estuariach. Przeważnie unikają dużych portów. Ostrygojady zmienne jako tereny lęgowe preferują piaszczyste plaże i mierzeje, a ich zagęszczenie w okolicach ujść strumieni i rzek (w tym w estuariach) może być stosunkowo wysokie. Przykładowo w Opoutere na półwyspie Coromandel odnotowano 12–14 par gniazdujących wzdłuż liczącego 450 m odcinka mierzei, a w Omaha (okolice Warkworth) – 15–16 par zajmujących blisko 600 m mierzei. W mniej atrakcyjnych siedliskach, to jest: plażach nieleżących przy ujściu strumienia lub rzeki, ostrygojady zmienne gniazdują w większym rozproszeniu. Do innych miejsc gniazdowania tych ptaków należą kamieniste plaże, skarpy utworzone w dużej mierze z połamanych muszli, skaliste wybrzeża; czasami też gniazda mogą znajdować się na gołej ziemi, na trawie (między innymi na polach golfowych) lub nadmorskim pastwisku. Zazwyczaj wybierane są miejsca otwarte, ze skąpą roślinnością lub jej pozbawione, co zapewnia dobrą widoczność we wszystkich kierunkach. Na Stewart Island stwierdzano jednak gniazdowanie w podszycie w wysokim lesie blisko wybrzeża. Podobna obserwacja pochodzi z Waimea Inlet (część Zatoki Tasmana). W północnej części Wyspy Północnej często terytoria ostrygojadów zmiennych nachodzą na terytoria sieweczek rdzawych (Charadrius obscurus aquilonius, podgatunek sieweczki nowozelandzkiej).

### Tryb życia i zachowanie
W sezonie lęgowym ostrygojady zmienne przebywają w parach. Zimą mogą się zbierać w stada złożone z najwyżej 150 osobników i często, choć nielicznie, dołączają do dużych grup ostrygojadów nowozelandzkich, rzadziej do innych siewkowców żyjących na wybrzeżu; nieliczne dołączają do ostrygojadów nowozelandzkich. Sposobem chodu przypominają ostrygojady nowozelandzkie, zdają się jednak bardziej ociężałe. Podobny jest również ich lot – dość niski, po linii prostej, wprost do celu i z gwałtownymi, płytkimi uderzeniami skrzydeł; w locie odzywają się głośnym głosem kontaktowym. Chętnie odzywają się zarówno w locie, jak i podczas zalotów oraz potyczek związanych z obroną terytorium. Ich odgłosy są zbliżone do tych u ostrygojadów nowozelandzkich, lecz nieco głębsze i mniej przeszywające.
Ostrygojady zmienne przystępują do rozrodu w wieku co najmniej 3 lat, czasem gniazdują po raz pierwszy nawet w wieku 7 lat. Niektóre młode osobniki pozostają w okolicy, z której pochodzą, inne opuszczają ją. Dorosłe osobniki po połączeniu się w pary są zwykle przywiązane zarówno do partnera, jak i terytorium. Ostrygojady zmienne prowadzą osiadły tryb życia. Obserwacje osobników z kolorowymi obrączkami w północnym Auckland i okolicy Dunedin wykazały, że większość żeruje w najbliższej okolicy, lecz czasami w okresie lęgowym dorosłe, których partnerzy pozostają przy gnieździe, przebywają do 20 km, by podczas odpływu żerować na równiach pływowych w estuariach. Młode osobniki mogą się jednak przemieszczać na większe odległości. Przykładowo osobniki zaobrączkowane jako pisklęta w okolicy Dunedin obserwowano później najdalej w Christchurch – oddalonym od Dunedin o blisko 310 km – a osobniki zaobrączkowane na półwyspie Kaikoura (na którym znajduje się miasto Kaikoura) widywano później w okolicy Nelson (około 135 km dalej) i Christchurch. Pewien ostrygojad zmienny z Zatoki Tasmana osiedlił się w Dunedin – 576 km dalej.

### Przyczyny zmienności upierzenia i ich genetyczne podłoże
Genetyczne podłoże zróżnicowania fenotypowego ostrygojadów zmiennych i jego znaczenie dla systematyki gatunku było przedmiotem zainteresowania Allana Bakera. Wyniki poświęconych im badań ukazały się w 1973. Według Bakera związek genotypów z fenotypami można opisać stosunkowo prosto: przedstawiciele odmiany srokatej to homozygoty dominujące WW, odmiany czarnej (melanistycznej) – homozygoty recesywne ww, a te o pośrednim fenotypie – heterozygoty Ww. Zróżnicowanie upierzenia ostrygojadów o cechach pośrednich sugeruje, że ekspresja cech mieszanych jest uwarunkowana wielogenowo, a geny te znajdują się na różnych loci. Populacja ostrygojadów zmiennych wydaje się spełniać założenia prawa Hardy’ego-Weinberga. Nie zachodzi więc dobór różnicujący, który eliminowałby heterozygoty; świadczy to o dobrym przystosowaniu każdego z tych fenotypów do warunków środowiskowych.
Im dalej na północ, tym mniejszy udział w populacji mają osobniki o czarnym upierzeniu, a więcej jest srokatych lub o cechach pośrednich. Mimo tego nawet w położonych najdalej na północ obszarach to odmiana czarna jest najbardziej rozpowszechniona. Taki gradient występowania odmiany czarnej – to jest: im dalej z chłodniejszych regionów na dużych szerokościach do cieplejszych regionów na mniejszych szerokościach, tym rzadziej – został zaobserwowany w południowej Kalifornii wśród ostrygojadów czarnych (H. bachmani). Zasięg ich występowania ciągnie się wzdłuż Zachodniego Wybrzeża, od Alaski po Kalifornię, a dalej – po Meksyk. Pas wybrzeża od Alaski do południowej Kalifornii zamieszkują ostrygojady odmiany czarnej, w południowej Kalifornii zaczynają współwystępować i krzyżować się z osobnikami o cechach pośrednich lub srokatymi, a na meksykańskim wybrzeżu występują już wyłącznie osobniki srokate. Dzięki długości amerykańskiego wybrzeża ten wzorzec jest dobrze widoczny i być może byłby wyraźny również wśród ostrygojadów zmiennych, jeżeli zasięg ich występowania sięgałby dalej na północ. Prawdopodobnie zmienność upierzenia wynika częściowo z przeciętnych temperatur w danym regionie, a im są one niższe, tym częściej występują osobniki czarne. Związek czarnego upierzenia z fizjologią ptaków został opisany już w latach 50. i 60. XX wieku. W porównaniu do innego niż czarne upierzenia powoduje większe ryzyko stresu cieplnego ze względu na łatwiejsze pochłanianie promieniowania cieplnego, ale bardzo podobny poziom jego emisji. W wyższych temperaturach procesy metaboliczne są wzmożone. Jeśli czarno upierzone ptaki przebywają w niższych temperaturach, to zużycie tlenu przy ekspozycji na promieniowanie słoneczne jest niższe.
Chociaż zmienność upierzenia może po części wynikać z różnych warunków termicznych (stąd czarne ostrygojady nie występują w strefie okołorównikowej), to według Bakera nie może być to jedyna przyczyna. Kolejną hipotezą jest lepsze przystosowanie upierzenia czarnego do skalistych plaż i upierzenia z jasnym spodem ciała do piaszczystych plaż, dzięki którym łatwiej można uniknąć drapieżników. Tę hipotezę wysunięto jednak w odniesieniu do ostrygojadów czarnych i nie jest pewne, czy można w ten sposób uzasadnić zróżnicowanie wśród ostrygojadów zmiennych.

## Lęgi

### Sezon lęgowy
Okres składania jaj trwa od połowy września do początku grudnia (przy czym na Wyspie Północnej są to zazwyczaj późniejsze terminy), najwięcej zniesień przypada na listopad. Po połowie grudnia są zwykle składane jaja z lęgów zastępczych. Prawdopodobnie bardziej doświadczone pary ostrygojadów zmiennych przystępują do rozrodu wcześniej. W północnym Auckland (szerokość 36°20’S) najwcześniejsze znane zniesienie odnaleziono 7 września, a w okolicy Kaikoura (szerokość 42°30’S) – 19 października. Ostrygojady zmienne przeważnie rozpoczynają lęgi wcześniej niż inne nowozelandzkie endemiczne siewkowce.

### Gniazdo
Gniazdo ostrygojadów zmiennych ma formę zagłębienia w ziemi o kształcie zbliżonym do czarki. Przeciętnie ma średnicę około 15 cm i głębokość 7 cm (n=16). Zwykle pozbawione jest wyściółki, czasem może być wyłożone suchymi wodorostami, naniesionymi przez wodę kawałkami drewna, muszlami, patykami lub liśćmi. Ostrygojady wygrzebują je poprzez pochylenie się, napieranie piersią na podłoże i przebieranie nogami oraz ustawienie się pod innym kątem i powtarzanie tych czynności. Po złożeniu jaj utrzymują kształt zagłębienia i nogami wysypują naniesiony przez wiatr piasek.
Często para wygrzebuje kilka gniazd, a potem wybiera najlepsze. Gniazda są zakładane w różnych miejscach zarówno w poszczególnych latach, jak i w trakcie jednego sezonu lęgowego. Wyniki jednego badania (1969; całość nie jest dostępna publicznie) wskazują, że około 78% gniazd znajdowało się na piaszczystej plaży, 15% – na kamienistej plaży, 6% – na platformie skalnej, a 1% – na brzegu jeziora. Większość gniazd znajduje się tuż powyżej maksymalnego poziomu morza, jaki te osiąga podczas przypływu. Często gniazdo ulokowane jest przy kępie obcej dla Nowej Zelandii piaskownicy zwyczajnej (Ammophila arenaria), naniesionej przez wodę materii organicznej – na przykład kawałka drewna czy glonów z gatunku Durvillea antarctica (brunatnice z rzędu morszczynowców, Fucales) – lub śmieci, w tym plastikowych pojemników, które osłaniają gniazdo i stanowią charakterystyczny punkt odniesienia.

### Jaja
Jaja ostrygojadów zmiennych mają owalny, nieco gruszkowaty kształt. Skorupka może być zarówno gładka, jak i pokryta niewielkimi porami. Jej kolor waha się od szarego z niewielką domieszką żółci (ang. stone) po szarooliwkowy lub jasnooliwkowy. Pokrywają ją nieregularnego kształtu plamy i kreski o barwie od rdzawobrązowej po czarniawą (ciemna sepia), nieco gęściej rozmieszczone na szerszym końcu jaja. Wymiary dla 114 jaj (średnia oraz błąd standardowy [±]): długość – 54,2–62,4 mm (średnio 58,2±0,2 mm), szerokość – 37,0–42,8 mm (średnio 40,6±0,1 mm), dla 35 jaj (średnia oraz błąd standardowy [±]): długość – 58,76 ± 0,377 mm, szerokość – 40,93 ± 0,165 mm; masa 14 jaj: 49,36 ± 0,492 g, 23 jaj: średnio 48,2 g.
W zniesieniu zazwyczaj znajdują się 2 lub 3 jaja, lecz ogółem może ich być od 1 do 5 (średnia z 208 zniesień: 2,4 jaja). Przeciętna wielkość zniesienia nieznacznie wzrasta wraz ze wzrostem szerokości geograficznej, a znacząco spada wraz z postępem sezonu lęgowego. Jaja składane są w odstępach blisko 48-godzinnych (ogółem przerwy trwają 36–52 godzin). Po utracie jaj lub niedawno wyklutych piskląt ostrygojady zmienne przystępują do lęgów zastępczych. Dokładny czas, jaki odczekują przed kolejnym zniesieniem, nie był znany jeszcze co najmniej na początku lat 90. XX wieku; wiadomo o parach, których kolejne zniesienia dzieliło 25 dni.

### Wysiadywanie i opieka nad młodymi

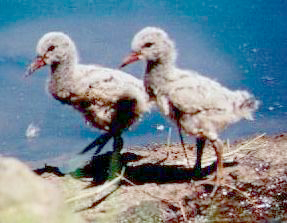
Zazwyczaj w lęgu są dwa lub trzy młode. W wieku 6 lub 7 tygodni są już w stanie latać

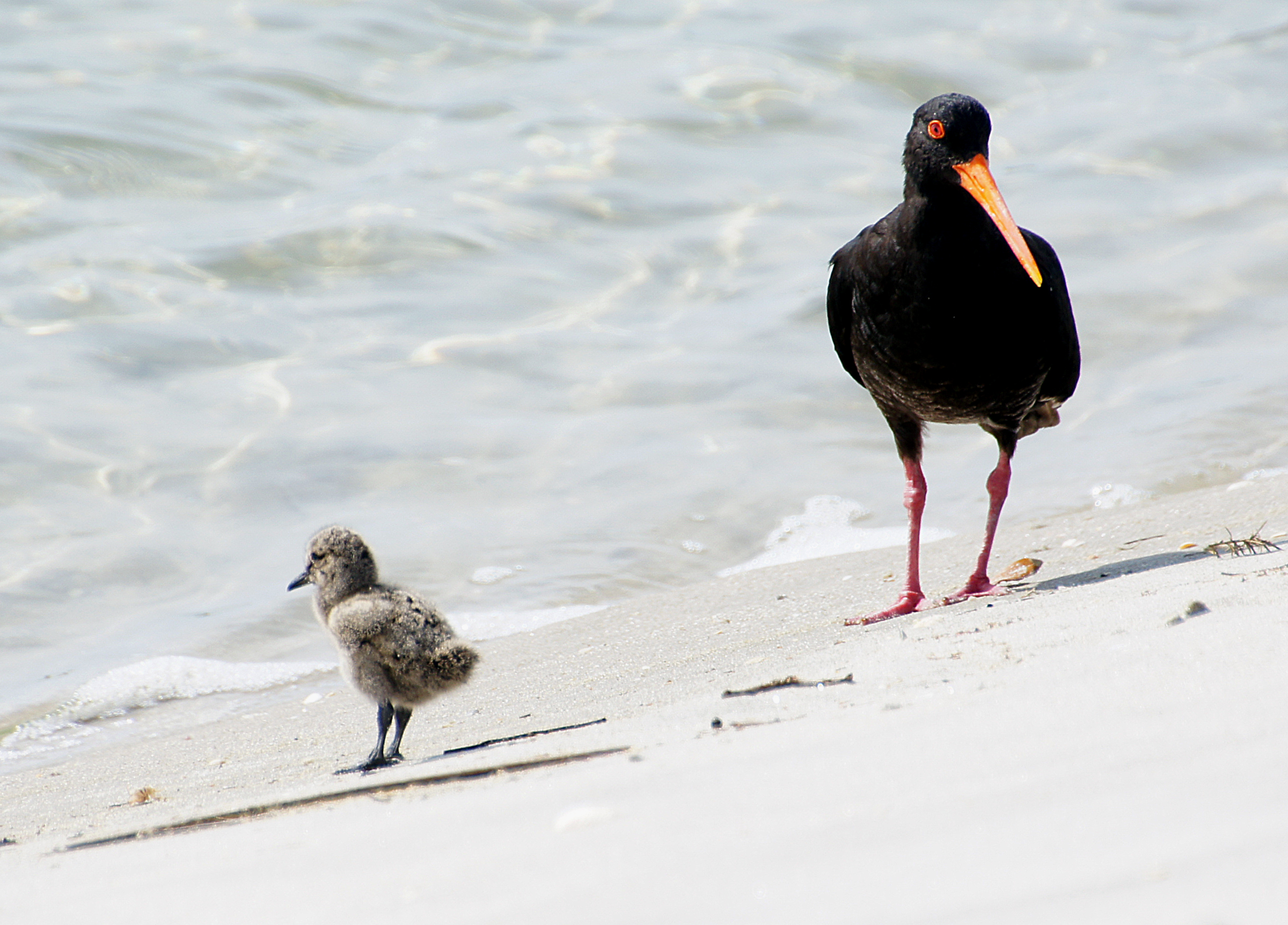
Ostrygojad zmienny z pisklęciem

Wysiadywanie rozpoczyna się po zniesieniu pierwszego jaja, przez co młode klują się niesynchronicznie. Trwa przeciętnie nieco ponad 28 dni (od 25 do 32 dni; n=15), niekiedy ponad 33 dni. Według Rowe’a (2008) u obserwowanych par wysiadywanie trwało około 26–29 dni, co jest przedziałem prawdopodobnym, ale niepewnym – monitorowane gniazda nie były sprawdzane codziennie. W wysiadywaniu uczestniczą zarówno samiec, jak i samica.
Młode opuszczają gniazdo dzień lub dwa po wykluciu. Obydwoje rodzice dogrzewają je przez pierwsze 36–48 godzin życia. Zanim ukończą 3 tygodnie, są całkowicie zależne od rodziców. Strategie obrony potomstwa przed drapieżnikami, jakie prezentują dorosłe ostrygojady zmienne, są typowe dla siewkowców i obejmują między innymi udawanie złamania skrzydła. Im bliżej opierzenia, tym dłużej młode bywają pozostawiane bez opieki, by samodzielnie szukały pokarmu. Pełne upierzenie zyskują w wieku 6–7 tygodni (około 40–50 dni, choć może to zająć więcej czasu).

### Sukces lęgowy
Na początku lat 90. XX wieku było niewiele szczegółowych badań poświęconych zarówno biologii rozrodu, jak i sukcesowi lęgowemu ostrygojadów zmiennych. Takowych brakowało jeszcze co najmniej do 2008 roku. Do 2013 roku włącznie opublikowano kilka wartości określających sukces lęgowy jako liczbę odchowanych młodych na parę: 0,40–0,54 (2005; na gniazdo: 0,37–0,63), 0,47 (2008), 0,64 (1993) i 0,88 (1990), a w samym 2013 (w wynikach nowych badań): 1,06.
Powyższe ujednolicone wyniki zinterpretował i przedstawił Michaux (2013) w ramach porównania uzyskanych przez niego wartości z tymi pochodzącymi z poprzednich prac. Badania różniły się metodologią. Niektóre przedstawiały też inne wskaźniki niż liczba odchowanych młodych/parę (na przykład uwzględniając lub nie także gniazda, w których ani jedno pisklę się nie wykluło), również ze względu na utrudnienia (na przykład obecność par i młodych z okolicznych gniazd, których nie udało się zlokalizować w miejscu prowadzonych badań). Poniżej przedstawiono inne uwagi z opublikowanych prac, według chronologii publikacji:
- Pierwszym bardziej szczegółowym źródłem wiedzy na ten temat był artykuł Pega Fleminga (1990). Ten obserwował gniazdowanie tej samej – według własnego przekonania, opartego między innymi na porównaniu zdjęć – pary ostrygojadów zmiennych od sezonu lęgowego 1971/1972 do 1988/1989. Jej terytorium znajdowało się na obszarze Waikanae Estuary Scientific Reserve, położonego nieco ponad 5 km od Waikanae rezerwatu przyrody (dostępnego wyłącznie dla pracowników naukowych) chroniącego ujście (w formie estuarium) rzeki Weikana. Jako sukces określił dożycie co najmniej jednego pisklęcia z danego gniazda do opierzenia. Pomyślne były lęgi w 11 z 18 gniazd (61%). Podczas 18 sezonów lęgowych wykluły się 22 pisklęta, z których 18 dożyło momentu uzyskania niezależności[33]. Przeżywalność młodych wyniosła więc blisko 82%.
  - Opis badania zawiera kilka nieścisłości. Przykładowo, w trzecim sezonie miało zostać znalezione gniazdo z 3 jajami, które później zostało porzucone (para rozstała się). W notatkach jest jednak mowa o 5 jajach. Mimo że autor w podsumowaniu wspomniał o 18 gniazdach, z których sukces odniosło 61%, to gniazd nie było 18 (co sugerowałoby po jednym na każdy sezon). Autor nie wliczył 2 gniazd z sezonów, w których para założyła 2 gniazda: w sezonie 1975/1976 było to pierwsze, porzucone gniazdo (z następnego udało się już odchować młode), w sezonie 1978/1979 – jedno z dwóch gniazd wymytych podczas sztormu.
- W latach 1987–1990 na obszarach chronionych 147 parom ostrygojadów zmiennych udało się odchować co najmniej 94 młode, sukces lęgowy wynosił więc około 0,64 odchowanego młodego na parę. Sukces lęgowy w nieobjętych ochroną miejscach był niższy, ale dokładnych wartości nie podano[5]. Dane te opublikowano w 1993.
- Przez 7 sezonów lęgowych (1997/1998 do 2003/2004) badano sukces lęgowy ostrygojada zmiennego oraz sieweczki nowozelandzkiej w trzech miejscach: Mangawhai, Waipu i Ruakaka. Wyniki 7-letnich badań są niekompletne, stąd podano też dane zawężone do 5 sezonów lęgowych (1998/1999 do 2002/2003). Liczba odchowanych młodych na gniazdo podczas określonych wcześniej 7 lub 5 sezonów lęgowych wynosiła dla każdej z lokalizacji odpowiednio: Mangawhai – 0,43 i 0,42, Waipu – 0,63 i 0,54, Ruakaka – 0,40 i 0,45[35].
  - Część gniazd znajdowała się w obszarach ogrodzonych. Tutaj w 7-letnim lub 5-letnim okresie zależnie od lokalizacji ostrygojady zmienne odchowały na gniazdo odpowiednio następującą liczbę młodych: Mangawhai – b.d. i 0,53, Waipu – 0,54 i 0,57, Ruakaka – 0,37 i 0,42[35].
- Przez 8 lat badano gniazdowanie ostrygojadów zmiennych w 6 miejscach na półwyspie Kaikoura. Tylko jednego sezonu zdarzyło się, by we wszystkich 6 miejscach znalazły się gniazda. Na przestrzeni 8 lat ostrygojady zmienne złożyły 117 jaj (przy 53 próbach gniazdowania). Nie każde zniesienie było kompletne. Wykluły się 23 pisklęta: z 32% jaj z kompletnych zniesień, a 72% z jaj z gniazd, w których co najmniej jedno młode dożyło opierzenia. Pojawiały się jednak pisklęta z trzech gniazd, których położenie było nieznane. Biorąc i je pod uwagę sukces lęgowy wyniósł: 1,06 odchowanego młodego na gniazdo, w którym wykluło się choć jedno pisklę, 0,51 pisklęcia na gniazdo z kompletnym zniesieniem. Opierzenia dożyły młode z 14% złożonych jaj[34]. Na parę przypadało rocznie 0,47 młodego, które dożyło opierzenia[36].
  - Chociaż autor wspomina o 117 jajach, to w tabeli podsumowującej sukces każdego sezonu liczba jaj sumuje się do 124. Podobnie i liczba wyklutych młodych sumuje się nie do 23, a do 30. Biorąc pod uwagę te dane, to młode wykluły się z około 24% jaj, a w poszczególnych sezonach – z od 0 do około 58% jaj.
- Bernard Michaux badał gniazdowanie ostrygojadów zmiennych w Long Bay Regional Park oraz ujściu rzeki Okura podczas 4 lat pomiędzy sezonem lęgowym 2006–2007 a sezonem 2011–2012. Jednocześnie monitorowano ostrygojady zmienne na najwyżej 7 terytoriach[36].

## Status i zagrożenia
IUCN uznaje ostrygojada zmiennego za gatunek najmniejszej troski (LC, Least Concern) nieprzerwanie od 1988 (stan w 2021). BirdLife International uznaje trend liczebności populacji za wzrostowy. W północnych regionach Nowej Zelandii duże korzyści przyniosła ostrygojadom zmiennym kontrola populacji drapieżników oraz ochrona miejsc gniazdowania tam, gdzie gniazdują w pobliżu sieweczek nowozelandzkich.

### Trend i liczebność populacji
Według oceny stanu populacji i ochrony ostrygojada zmiennego z 2014 liczebność populacji wynosiła wówczas od 4500 do 5000 osobników. Zwiększała się gwałtownie przez blisko 40 lat. Dane z różnych regionów wskazują na wzrost liczebności w całym zasięgu. Co najmniej do 2014 nie przeprowadzono dokładnych badań demograficznych. W 2020 w specjalnym wydaniu „Notornis” (wolumin 67) opublikowano wyniki odbywającego się dwa razy w roku (zimą – w czerwcu i lipcu oraz wczesnym latem – w listopadzie i grudniu) zliczania nowozelandzkich ptaków siewkowych od 1983 do 2019. Zawierały uwagi dotyczące populacji ostrygojadów zmiennych, ale ze względu na wybrakowane dane autorzy nie podjęli się oszacowania liczebności populacji. Choć w ubiegłych dekadach ostrygojady zmienne w wielu miejscach stawały się coraz częstsze, to w najbardziej atrakcyjnych dla tych ptaków okolicach w drugiej dekadzie XXI wieku liczebność zdała się ustabilizować ze względu na zbliżenie się do maksymalnej pojemności środowiska.
Szacunki dotyczące liczebności oraz trend liczebności populacji na przestrzeni lat oceniano następująco:
- początek XX wieku – zarówno populacja ostrygojadów zmiennych, jak i nowozelandzkich zmniejszała się ze względu na odstrzał celem pozyskania pożywienia[11]
- 1922 – prawnie zakazano odstrzału ostrygojadów zmiennych, co zwiększyło przeżywalność dorosłych osobników i prawdopodobnie przyczyniło się do zwiększania liczebności populacji w kolejnych dekadach[11]
- 1973 – według Bakera populacja ostrygojadów zmiennych składała się z blisko 2000 osobników[23]
- 1992 – zaobserwowano wzrost liczebności populacji w niektórych miejscach; w porcie morskim Wellington liczebność populacji wzrosła o 78% między 1975–1977 a 1986–1988[39].
- 1996 – liczebność populacji miała się podwoić w ciągu dwóch poprzednich dekad; z blisko 4000 osobników na Wyspie Północnej miało występować blisko 2700 ostrygojadów zmiennych (głównie w regionie Northland – 1100 osobników – i między półwyspem Coromandel a Zatoką Obfitości – około 800 osobników), a na Wyspie Południowej – blisko 1150 osobników; do tego 150 ostrygojadów zmiennych miało zamieszkiwać wyspę Stewart[11][25]
- 1999 – szacunkowa liczebność populacji wynosiła około 3400 osobników, jednak ze względu na obraną metodologię to zaniżona wartość, a rzeczywista liczebność musiała być wyższa[26]
- 2001 – liczebność populacji wynosiła około 3900 osobników[38]
- 2010 – Bell oszacował liczebność populacji na około 7000[40], jednak nie mogą być to dane uznane za wiarygodne, ponieważ Bell oszacował je między innymi na podstawie liczenia w jednej z najważniejszych ostoi gatunku w kraju[11]
- 2014 – populacja ostrygojadów zmiennych składała się z 4500 do 5000 osobników[11]
- 2020 – całkowita liczebność populacji nie została oszacowana ze względu na brak informacji o populacjach zamieszkujących wiele mniejszych, mniej zbadanych lokalizacji oraz rozległe odcinki wybrzeża zamieszkane przez ostrygojady zmienne.
  - Liczenia w okresie zimowym w latach 1983–1994 wykazywały obecność od 1012 (1984) do 1849 (1989), przeciętnie było to niecałe 1400 osobników. Liczenia w okresie zimowym w latach 2005–2019 wykazywały obecność od 1619 (2006) do 4197 (2019) osobników, przeciętnie około 2800. Liczebność populacji między tymi dwoma okresami wzrosła o 77%. W latach 1983–1994 zliczano ostrygojady zmienne w większej liczbie miejsc na wybrzeżu, gdyby więc uwzględniono je podczas liczeń w latach 2005–2019, wzrost liczebności okazałby się jeszcze większy[30].

### Zagrożenia
Co najmniej do 2014 nie przeprowadzono badań, które pozwoliłyby określić wagę zagrożeń różnego rodzaju dla populacji ostrygojadów zmiennych. W drugiej dekadzie XXI wieku przypuszczano, że największym współczesnym zagrożeniem dla tych ptaków jest drapieżnictwo.
Głównymi drapieżnikami zagrażającymi zarówno jajom, jak i pisklętom ostrygojadów zmiennych są wśród ptaków mewy południowe (Larus dominicanus) i czerwonodziobe (Chroicocephalus novaehollandiae), błotniaki moczarowe (Circus approximans), wydrzyki (Catharacta; głównie w okolicach Stewart Island), dzierzbowrony (Gymnorhina tibicen). Mewy południowe i błotniaki moczarowe rozpowszechniły się na Nowej Zelandii dzięki rozwojowi osiedli ludzkich. Wśród wprowadzonych na wyspy ssaków lęgi ostrygojadów zmiennych utrudniają głównie jeże zachodnie (Erinaceus europaeus) zjadające jaja, psy (Canis familiaris) goniące i zabijające pisklęta oraz koty (Felis catus) i łasice (Mustela), które są drapieżnikami zarówno jaj i piskląt, jak i dorosłych ostrygojadów zmiennych. Prawdopodobnie ich lęgom zagrażają też szczury (Rattus).